# Paul Sappler
Paul Sappler (* 17. Juni 1939; † 14. April 2010 in Tübingen) war ein deutscher Mediävist und Hochschullehrer.

## Leben und Wirken
Paul Sappler studierte Germanistik an der Universität München und promovierte dort 1967 mit einer Edition des „Königsteiner Liederbuchs“. Bereits seit 1964 war er an der Eberhard-Karls-Universität Tübingen tätig, zunächst als Verwalter einer Assistentenstelle bei dem Professor für Germanistische Mediävistik, Hanns Fischer. Von 1968 bis 1976 war er dann als wissenschaftlicher Assistent am Deutschen Seminar der Universität Tübingen tätig und habilitierte sich dort. 1980 wurde er zum Professor für Germanistische Mediävistik ernannt und wirkte hier bis zum Eintritt in den Ruhestand im Jahre 2004.
Sappler trat insbesondere durch die Edition von mittelalterlichen Verserzählungen hervor. Er gehörte zu den frühen Nutzern und Experten Computerphilologie und des „Tübinger Systems von Textverarbeitungsprogrammen“ (TUSTEP).

## Veröffentlichungen (Auswahl)
- (Mithrsg.): Herrand von Wildonie / Vier Erzählungen (= Altdeutsche Textbibliothek, Bd. 51). 2. rev. Aufl. Niemeyer, Tübingen 1969.

- Das Königsteiner Liederbuch. Ms. germ. qu. 719 Berlin. Hrsg. von Paul Sappler (= Münchener Texte und Untersuchungen zur deutschen Literatur des Mittelalters, Bd. 29). Beck, München 1970, ISBN 3-406-02829-2 (= Dissertation Universität München).
- (Hrsg.): Heinrich Kaufringer / Werke. Zwei Bände. Niemeyer, Tübingen 1974.
- (Hrsg., mit Erich Straßner): Maschinelle Verarbeitung altdeutscher Texte. Bd. 3. Niemeyer, Tübingen 1980, ISBN 3-484-10349-3.
- Die Königin vom brennenden See. Kurzroman aus dem deutschen Mittelalter. In: Wolfram-Studien, Bd. 4 (1981), S. 173–281.
- (mit Wilhelm Ott und Hans Walter Gabler): EDV-Fibel für Editoren. Niemeyer, Tübingen 1982, ISBN 3-484-60219-8.
- ›Friedrich von Schwaben‹. In: Walter Haug (Hrsg.). Positionen des Romans im späten Mittelalter (= Fortuna vitrae, Bd. 1). Niemeyer, Tübingen 1991, S. 136–145, ISBN 3-484-15501-9.
- (Hrsg.): Die Lieder Neidharts. Herausgegeben von Edmund Wießner, fortgeführt von Hanns Fischer. 5. verbesserte Aufl. (= Altdeutsche Textbibliothek, Bd. 44). Niemeyer, Tübingen 1999, ISBN 3-484-20144-4.
- Text und lexikalische Bedeutung im Sprachwörterbuch und im Autorwörterbuch. In: Akademie der Wissenschaften und der Literatur Mainz / Abhandlungen der Geistes- und Sozialwissenschaftlichen Klasse, Jg. 2005, S. 109–119.
- Zur Lehrhaftigkeit der ›Treuen Magd‹. In: Henrike Lähnemann (Hrsg.): Dichtung und Didaxe. Lehrhaftes Sprechen in der deutschen Literatur des Mittelalters [Christoph Huber zu Ehren seines 65. Geburtstags]. De Gruyter, Berlin 2009, S. 253–264, ISBN 3-11-021898-4.

Festschrift
- Christiane Ackermann/Ulrich Barton (Hrsg.): »Texte zum Sprechen bringen«. Philologie und Interpretation. Festschrift für Paul Sappler. Niemeyer, Tübingen 2009, ISBN 3-484-10898-3.